# مود بيمبر ريفيس
مود بيمبر ريفيس (بالإنجليزية: Maud Pember Reeves)‏ هي نسوية ‏ نيوزيلندية، ولدت في 24 ديسمبر 1865، وتوفيت في 13 سبتمبر 1953.